# Memòria letal
Memòria letal (títol original: The Long Kiss Goodnight) és una pel·lícula estatunidenca de Renny Harlin, estrenada l'any 1996. Ha estat doblada al català.

## Argument
Samantha Caine és amnèsica des de fa vuit anys. Professora, viu amb la seva filla i el seu company.
Un accident de cotxe li fa tornar nocions del seu passat, marcades de violència. Poc després, un ex-presidiari veu la jove a la televisió en una parada de Nadal i intenta assassinar-la.
Determinada a conèixer la veritat sobre el seu passat, Samantha va amb Mitch Hennessy, un ex-policia, que ara és detectiu privat.

## Repartiment
- Geena Davis: Samantha Caine/Charlene Elizabeth "Charly" Baltimore
- Samuel L. Jackson: Mitch Henessey
- Patrick Malahide: Leland Perkins
- Craig Bierko: Timothy
- Brian Cox: Dr. Nathan Waldman
- David Morse: Luke/Daedalus
- G.D. Spradlin: President
- Tom Amandes: Hal
- Yvonne Zima: Caitlin Caine
- Melina Kanakaredes: Trin
- Alan North: Earl
- Larry King: ell mateix

## Crítica
- "Entretinguda barreja d'acció, drama, comèdia i suspens"[3]
- "Abans de mestressa de casa, era espia. Ara, per l'amnèsia, no passa de pelar cebes. Entretinguda"[4]